# Docalidia digitata
Docalidia digitata är en insektsart som beskrevs av Nielson 1982. Docalidia digitata ingår i släktet Docalidia och familjen dvärgstritar. Inga underarter finns listade i Catalogue of Life.